# Szerokodziób czarnobrewy
Szerokodziób czarnobrewy (Serilophus lunatus) – gatunek małego ptaka z rodziny szerokodziobów (Eurylaimidae). Zasiedla południowo-wschodnią Azję, w tym część Indonezji. Nie zagraża mu wyginięcie.

## Taksonomia
Gatunek opisany po raz pierwszy w roku 1834 przez Johna Goulda, który nadał mu nazwę Eurylaimus lunatus. Wyróżnia się 8 podgatunków (patrz Podgatunki i zasięg występowania). Proponowane podgatunki aphobus i astrestus zostały uznane za synonimy elisabethae, a intrepidus i moderatus nie zostały zaakceptowane. Podgatunek S. l. rubropygius (szerokodziób rudorzytny) bywa uznawany za odrębny gatunek.

## Morfologia

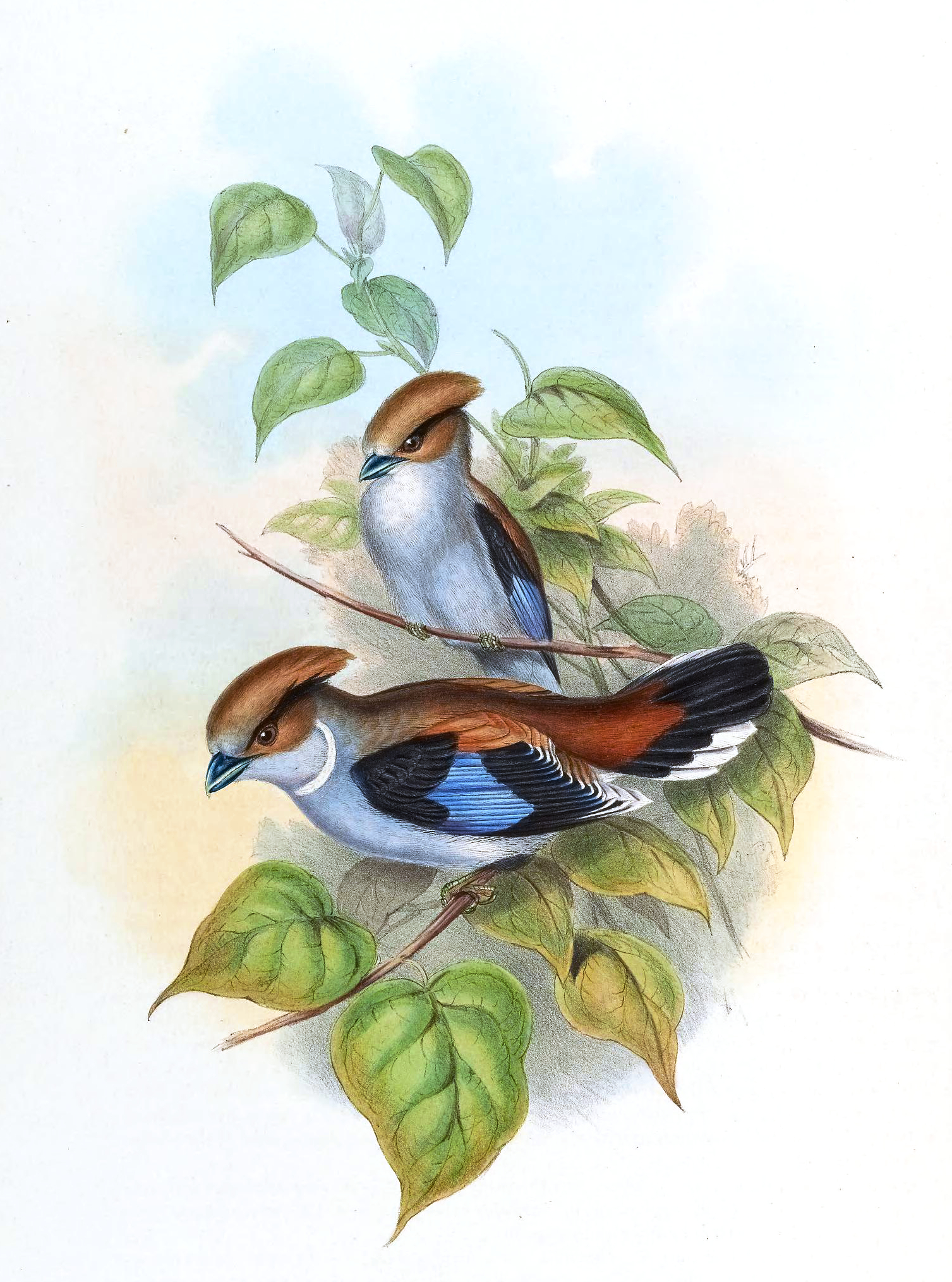
Rysunek z książki Birds of Asia autorstwa Johna Goulda

Długość ciała wynosi 16–17 cm; masa ciała u rubropygius 33–35 g, u intensus 25,2–34 g. U samca głowa jasnordzawa z ciemniejszymi policzkami, czoło szare. Występuje szeroka, czarna brew. Wierzch ciała rdzawy, na grzbiecie szarawy. Lotki I i II rzędu niebiesko-czarne, lotki III rzędu pomarańczowe. Spód ciała brudnobiały, pierś szara. Sterówki czarne. Tęczówka zielona do ciemnoniebieskiej, obecna żółta obrączka oczna. Dziób niebieski do szaroniebieskiego, u nasady pomarańczowy. U podgatunku rubropygius barwa rdzawa na głowie zastąpiona jest szarą, u polionotus górna część grzbietu i pokrywy skrzydłowe szare, szara barwa czoła sięga dalej w tył głowy.

## Podgatunki i zasięg występowania
Wyróżnia się następujące podgatunki:
- S. l. rubropygius (Hodgson, 1839) – szerokodziób rudorzytny[3] – północno-wschodnie Indie do północno-wschodniej Mjanmy
- S. l. elisabethae La Touche, 1921 – centralna Mjanma do południowych Chin, północno-zachodniego Wietnamu i północno-wschodniej Tajlandii
- S. l. polionotus Rothschild, 1903 – wyspa Hajnan
- S. l. lunatus (Gould, 1834) – szerokodziób czarnobrewy[3] – południowa Mjanma i północno-zachodnia Tajlandia
- S. l. impavidus Deignan, 1948 – południowy Laos
- S. l. stolidus Robinson & Kloss, 1919 – południowo-zachodnia Tajlandia i Półwysep Malajski z wyjątkiem jego południowej części
- S. l. rothschildi Hartert & Butler, AL, 1898 – południowy Półwysep Malajski
- S. l. intensus Robinson & Kloss, 1916 – Sumatra

## Środowisko
Środowisko życia stanowią tropikalne i subtropikalne lasy wiecznie zielone, także mieszane, zdominowane przez sosny (Pinus) i dęby (Quercus) oraz bambusy. W Indiach spotykany do wysokości 1700 m n.p.m., w Bhutanie do 250 m n.p.m., w Tajlandii do 2230 m n.p.m., w Kambodży do 800 m n.p.m., natomiast w Birmie do 1220 m n.p.m.

## Pożywienie
Żeruje parami lub w luźnych grupach liczących do 20 osobników, niekiedy dołącza do wielogatunkowych stad żerujących w podszycie. Odnotowano prostoskrzydłe, modliszkowate (Mantidae), nieokreślone owady, larwy i małe lądowe ślimaki. Owady łapie zarówno w locie z czatowni, jak i z gałęzi na gałąź, często zbiera je z powierzchni gałęzi i liści.

## Lęgi
W wyższych partiach zasięgu okres lęgowy rozpoczyna się wiosną, gdy nadejdą deszcze; na obszarach niżej położonych gniazduje równie w suchszych porach roku. Gniazdo ma kształt kuli, zawieszone jest na gałęzi, posiada luźny „ogon” z roślinności. Budują je oba ptaki z pary przez około 5–10 dni. Budulec stanowią trawy, kora drzewa Bursera microphylla (w języku angielskim zwanego Elephant Tree), mech, patyki, grzybnia, korzenie i liście. Liście stanowiące wyściółkę są wymieniane w trakcie inkubacji. Jej czas nie jest znany. Wiadomo jednak, że oba ptaki z pary wysiadują, jak i zajmują się młodymi; czas do opierzenia także nieznany.

## Status
Przez IUCN S. lunatus klasyfikowany jest jako gatunek najmniejszej troski (LC, Least Concern). Liczność populacji nie została oszacowana, ale ptak ten opisywany jest jako lokalnie pospolity do rzadkiego. Trend liczebności populacji uznawany jest za spadkowy. Ptak ten zasiedla wiele obszarów chronionych, w tym Park Narodowy Namdapha w Indiach, w Tajlandii Park Narodowy Nam Nao, Park Narodowy Khao Yai oraz Park Narodowy Kaeng Krachan.
Od 2016 roku IUCN za osobny gatunek uznaje szerokodzioba rudorzytnego (S. (l.) rubropygius); również zalicza go do kategorii najmniejszej troski. Liczebność jego populacji nie została oszacowana, ale jej trend uznawany jest za spadkowy.